# اویاما، شیزوئوکا
اویاما، شیزوئوکا (به لاتین: Oyama, Shizuoka) یک منطقهٔ مسکونی در ژاپن است که در Suntō District واقع شده‌است. اویاما ۱۳۵٫۷۴ کیلومتر مربع مساحت و ۱۹٬۱۸۴ نفر جمعیت دارد.